# Draževitići
Draževitići (dříve Draževitić) je vesnice v Chorvatsku ve Splitsko-dalmatské župě. Je součástí města Vrgorac, od něhož se nachází asi 8 km jihovýchodně. V roce 2011 zde trvale žilo 203 obyvatel. Nejvíce obyvatel (222) zde žilo v roce 1953.
Vesnicí prochází župní silnice Ž6208. Blízko se nachází hranice s Dubrovnicko-neretvanskou župou. Prochází zde též říčka Matica.

## Sousední sídla
| Růžice kompasu |                   | Dusina      |               | Růžice kompasu |
| Růžice kompasu | Umčani            | Sever       | Veliki Prolog | Růžice kompasu |
| Růžice kompasu | Umčani            | Draževitići | Veliki Prolog | Růžice kompasu |
| Růžice kompasu | Umčani            | Jih         | Veliki Prolog | Růžice kompasu |
| Růžice kompasu | Staševica (Ploče) |             |               | Růžice kompasu |